# 미야타정 (후쿠오카현)
미야타정(宮田町)은 후쿠오카현 구라테군에 있던 정이다.  2006년 2월 11일에 와카미야정과 합병해 미야와카시가 되어 자치단체로서의 미야타정은 소멸하였다. 현재 동사무소는 미야와카 시청 본청사로 업무를 보고 있다. 이후 주로 소멸 전날까지의 정세를 기록한다.

## 지리
미야타 정은 후쿠오카 현의 북부 중앙에 위치하고 후쿠오카 시, 기타큐슈 시의 양 정령 지정 도시의 거의 중간에 위치한다.

## 경제
메이지 시대에 석탄 채굴이 시작되었다. 그 중에서도 1탄갱부였던 카이지마 다이스케가 1885년(메이지 18년)에 일으킨 카이지마 탄광(스가무타 탄광, 키리노 탄광, 마에쿠마 탄광 및 그것들을 정리한 오노우라 탄광)은, 거듭된 갱내 폭발 사고(1909년 11월 24일 발생, 사망자·행방불명자 243명이였고, 1917년 12월 21일 발생, 사망자·행방불명자 361명. 1918년 2월 5일 발생, 사망자·실종자 71명) 등을 뛰어넘어 마을 경제의 기반이 되었다.
쇼와 30년대에는 인구가 5만명을 넘어 시제 시행도 검토되는 등 탄광도시로서 발전해 왔지만. 에너지 혁명으로 많은 탄광이 폐산, 1976년에는 지쿠호 마지막 탄광으로 남아 있던 가이지마 탄광도 폐산되면서 마을은 쇠퇴하였다.
1992년 토요타 자동차 규슈가 공장 조업을 시작한다.도요타자동차 규슈가 생산량을 증산하기로 결정하면서 관련 기업들이 진출하고 있다.

## 역사
- 1889년 4월 1일 - 정촌제 시행에 따라 미야타촌, 가이타촌, 가사마쓰촌이 성립하였다.
- 1926년 4월 1일 - 정으로 승격해 미야타정이 되었다.
- 1927년 4월 1일 - 가사마쓰촌을 편입하였다.
- 1955년 3월 31일 - 가이타촌의 일부를 합병해 새로운 미야타정이 되었다. 7월 1일, 와카미야정의 일부를 편입하였다.
- 2006년 2월 11일 - 와카미야정과 합병해, 미야와카시가 탄생하였다. 자치체로서의 미야타정은 소멸하였다.

## 교통

### 도로
- 규슈 자동차도